# Storm King Art Center
Le Storm King Art Center situé près de Cornwall dans l'État de New York aux États-Unis, est tout à la fois un musée d'extérieur d'art contemporain, un jardin de sculptures, et un « paysage sculpté » au sens du Land art. Il s'étend sur un parc de 200 ha.

## Historique
Ce lieu unique a été créé en 1960 par Ralph E. Ogden et Peter Stern, pour être initialement le musée des peintres de la vallée de l'Hudson River. Il fut très rapidement agrandi pour accueillir treize sculptures monumentales de David Smith installées sur les collines de Mountainville. À partir de 1972, les collections permanentes furent enrichies d'œuvres modernes d'Alexander Calder, Henry Moore, et Louise Nevelson. 
Plus récemment le centre a acquis des pièces importantes de :
- Magdalena Abakanowicz,
- Alice Aycock,
- Mark di Suvero,
- Andy Goldsworthy (Storm King Wall),
- Alexander Liberman,
- Roy Lichtenstein,
- Richard Serra.

Ces œuvres sont pensées pour s'associer à l'environnement naturel, voire parfois s'y intégrer de manière symbiotique comme pour les travaux de Land art d'Andy Goldsworthy. Le parc possède un bâtiment datant de 1935, copie d'un château normand, qui accueille neuf galeries pour des pièces de plus modeste taille ou sensibles aux conditions extérieures.
Le Storm King Park Center est tout proche du musée d'art contemporain Dia:Beacon situé de l'autre côté de l'Hudson River près de Newburgh.